# Walter Van Rensselaer Berry
Walter Van Rensselaer Berry (né le 29 juillet 1859, mort le 12 octobre 1927) était un diplomate et juriste américain, francophile et ami de plusieurs grands écrivains.

## Biographie
Né à Paris, Walter Berry était un descendant de la famille Van Rensselaer de New York. Après ses études à la St Mark's School et à Harvard, il  obtint son diplôme de droit à l'université Columbia, puis exerça sa profession entre New York, Washington et enfin Paris, ville dans laquelle il poursuivit une carrière de diplomate et d'expert en droit international. Juge au tribunal international d'Égypte entre 1908 et 1911, il s'installa ensuite définitivement à Paris. Fervent avocat de la France, il plaida inlassablement pour l'entrée en guerre des États-Unis aux côtés des Alliés lorsque éclata la Première Guerre mondiale.
De 1916 à 1923, il fut le président de la Chambre de commerce américaine de Paris. Au lendemain de la guerre, il s'opposa vigoureusement à l'Allemagne et à l'Union soviétique.
Il fut président de la Société Shakespeare de Paris.
Ami proche de Henry James et d'Edith Wharton, qui l'appelait « l'amour de ma vie », Walter Berry rencontra Marcel Proust durant l'été 1916. Commença alors une « amitié qui devait être l'une des plus heureuses dans les dernières années de Proust ».
Proust lui dédia son recueil Pastiches et mélanges.
Il est l'oncle de Harry Crosby.